# J (мова програмування)
J — функціональна мова програмування. Діалект APL. На відміну від APL не потребує спеціальної розкладки клавіатури для введення математичних символів, оскільки використовує символи ASCII.

## Приклади
Отако виглядає код гри «Життя» на J:
```
step
 
=:
 
((
]+.&
(
3
&=
)
+
)(
+/@
(((
4
&{.,
(
_4
&{.
))(
>,{,~<
i
:
1
))
&|.
)))
~

```

Для порівняння, так виглядає аналогічний код на APL:
```
life
←
{
↑
1
 
⍵
∨
.
∧
3
 
4
=+
/
,
¯1
 
0
 
1
∘.
⊖
¯1
 
0
 
1
∘.
⌽⊂
⍵
}

```

Можна зауважити що код на J набагато легше писати на клавіатурах з поширеними розкладками.